# المجلس التشريعي الفلسطيني (قطاع غزة)

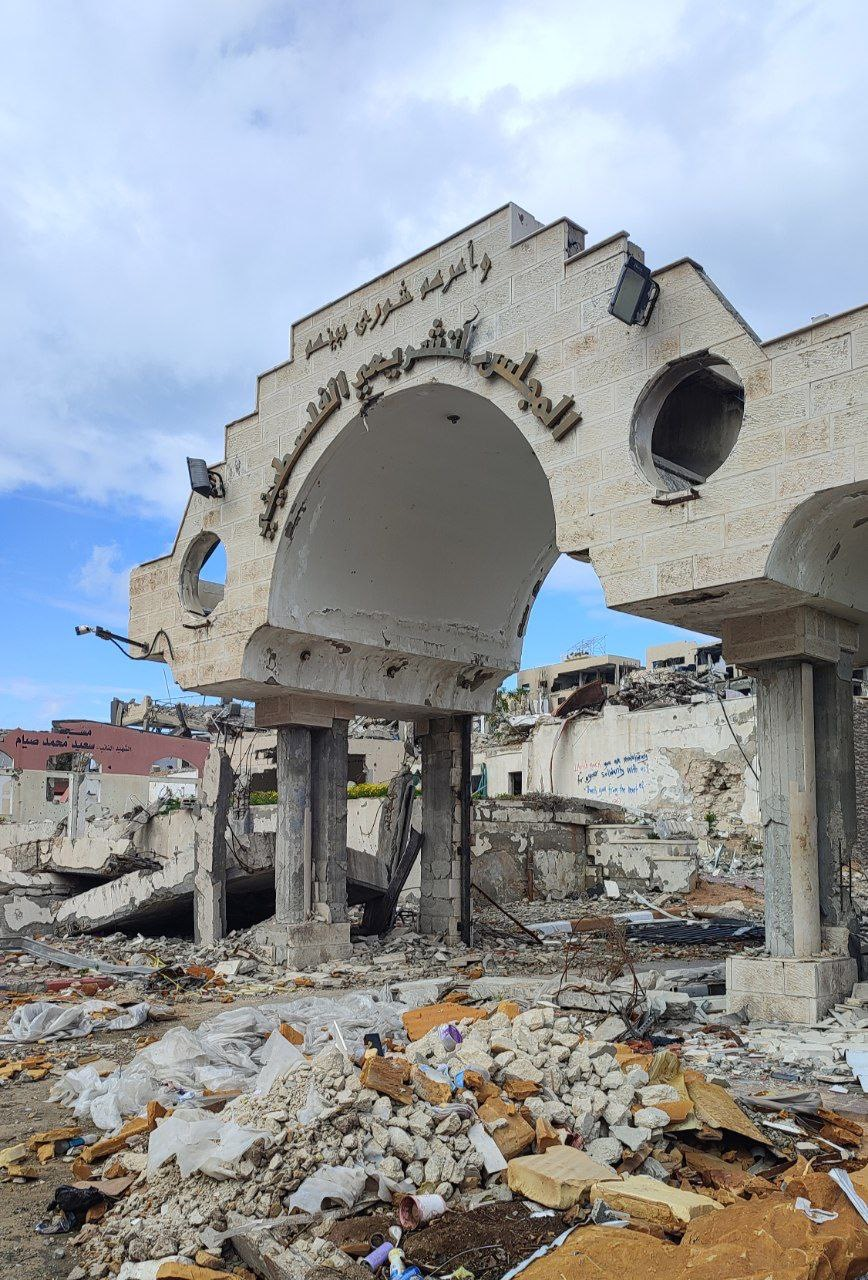
المجلس التشريعي الفلسطيني في قطاع غزة بعد تعرضه للقصف خلال حرب غزة

أنشأت الحكومة المصرية المجلس التشريعي الفلسطيني في قطاع غزة عام 1962، واستمر حتى حله من قبل الحكم العسكري الإسرائيلي عام 1967. حل المجلس محل المجلس الوطني لعموم فلسطين، الذي تم حله قبل عدة سنوات.

## التاريخ
في عام 1957، أنشأ القانون الأساسي لغزة مجلسا تشريعيا فلسطينيا يمكنه تمرير القوانين التي أعطيت للمدير العام الأعلى للموافقة عليها.
وقد حصل ذلك كجزء من سياسة الرئيس المصري جمال عبد الناصر في إظهار الدعم للقضية الفلسطينية. كان المجلس التشريعي يضم 22 عضوًا منتخبًا في عام 1962، عندما أجريت الانتخابات.
بعد عام 1948، أصبح قطاع غزة تحت السيطرة المصرية ولكن لم يتم ضمه إلى مصر. منح الأمر الوزاري المصري رقم 274 الصادر في 8 أغسطس 1948 لمدير عام مصري جميع صلاحيات المفوض السامي. وفقًا للأمر رقم 6 الصادر في 1 حزيران/يونيو 1948، أعلن الحاكم العام أن جميع القوانين التي كانت سارية خلال الانتداب ستظل سارية في قطاع غزة.

## المجلس التشريعي
يتألف المجلس التشريعي، من اثنان وعشرين عضواً ينتخبهم الأعضاء المنتخبون لعضوية اللجان المحلية للاتحاد القومي العربي الفلسطيني بقطاع غزة وذلك وفقاً للقواعد والشروط ونظام الانتخاب الذي يصدر من الحاكم العام. تكون مدة العضوية في المجلس التشريعي ثلاث سنوات تبدأ من تاريخ أول اجتماع له.

### أعضاء المجلس التشريعي
- الحاكم العام رئيساً
- أعضاء المجلس التنفيذي
- اثنان وعشرون عضواً ينتخبهم الأعضاء المنتخبون لعضوية اللجان المحلية للاتحاد القومي العربي الفلسطيني بقطاع غزة وذلك وفقاً للقواعد والشروط ونظام الانتخاب الذي يصدر من الحاكم العام.
- عشرة أعضاء يتم اختيارهم بقرار من الحاكم العام من بين الفلسطينيين ذوى الكفاية الذين تتوافر فيهم شروط الترشيح لعضوية اللجان المحلية للاتحاد القومي.

وفيما عدا الأعضاء المعينين بحكم وظائفهم لا يجوز الجمع بين العضوية والوظيفة العامة.

## روابط خارجية
- Report mentioning the Palestinian Legislative Council of 1962-1967